# 芳村れいな
芳村 れいな（よしむら れいな、2月20日 - ）は、日本の女性声優。ラベリテ・プロ所属。大阪府出身。元フランス語講師。

## 出演

### テレビアニメ
2006年
- シュガシュガルーン（フランス人）

2007年
- GR-GIANT ROBO-（看護師）

2008年
- もえがく★5（月島もえ）

2014年
- 殺し屋さん
- スミ子（ゆかりちゃん[2]）
- めいたんていラスカル（ミーニャ、クプル、フワフワのママ）

### OVA
2003年
- サヨナラ、みどりが池 〜飛べ!凧グライダー!!〜[3]

### Webアニメ
- ユルミとシメル（ユルミ）

### ゲーム
- もえがく（月島もえ）
- もっと もえがく（月島もえ）

### その他
- 第65回世界SF大会（アシスタント）

### 著作
- ライトノベル『声優探偵ゆりんの事件簿』シリーズ（学研パブリッシングアニメディアブックス、全2巻）
  - 『声優探偵ゆりんの事件簿』〜アフレコスタジオの幽霊〜（2013年3月1日発売）[4] ISBN 978-4-0520-3751-1
  - 『声優探偵ゆりんの事件簿』〜舞台に潜む闇〜（2013年5月31日発売）[5]ISBN 978-4-0520-3791-7